# Abel Carter Wilder

Abel Carter Wilder

Abel Carter Wilder (* 18. März 1828 in Mendon, Worcester County, Massachusetts; † 22. Dezember 1875 in San Francisco, Kalifornien) war ein US-amerikanischer Politiker. Zwischen 1863 und 1865 vertrat er den Bundesstaat Kansas im US-Repräsentantenhaus.

## Werdegang
Nach der Grundschule wurde Abel Wilder im Handel tätig. Später zog er nach Rochester in New York, wo er ebenfalls im Handel beschäftigt war. Im Jahr 1857 zog er nach Leavenworth im Kansas-Territorium.
Wilder wurde Mitglied der Republikanischen Partei. Im Jahr 1859 war er Delegierter zur verfassungsgebenden Versammlung in Osawatomie. Im Jahr 1860 war er Delegierter und Vorsitzender der Republican National Convention in Chicago, auf der Abraham Lincoln als Präsidentschaftskandidat nominiert wurde. Am nun folgenden Bürgerkrieg nahm er ein Jahr lang als Captain einer Einheit aus Kansas teil. 1862 wurde Wilder in das US-Repräsentantenhaus in Washington, D.C. gewählt, wo er am 4. März 1863 die Nachfolge von Martin F. Conway antrat. Bis zum 3. März 1865 konnte er nur eine Legislaturperiode im Kongress verbringen, die von den Ereignissen des Bürgerkriegs überschattet war.
In den Jahren 1864, 1868 und 1872 war Wilder erneut Delegierter auf den jeweiligen Bundesparteitagen seiner Partei, auf denen nochmals Präsident Lincoln und später Ulysses S. Grant als Präsidentschaftskandidaten nominiert wurden. 1865 kehrte Wilder nach Rochester in New York zurück, wo er bis 1868 zwei Tageszeitungen herausgab. Im Jahr 1872 wurde er zum Bürgermeister dieser Stadt gewählt. Von diesem Amt trat er 1873 zurück. Er starb zwei Jahre später in San Francisco, wo er sich aus gesundheitlichen Gründen aufgehalten hatte. Abel Wilder wurde in Rochester beigesetzt.